# Patissa fulvicepsalis
Patissa fulvicepsalis là một loài bướm đêm trong họ Crambidae.